# Mikronezija
Mikronézija (iz grščine μικρός: mikrós, majhen + νῆσος: nêsos, otok) je regija v Tihem oceanu, ki leži med Filipini na zahodu, Indonezijo na jugozahodu, Papuansko Novo Gvinejo in Melanezijo na jugu ter Polinezijo na jugovzhodu ter vzhodu. Ime izhaja iz grščine in pomeni majhne otoke. Mikronezija je sestavljena iz stotin otokov, ti pa se raztezajo po velikem območju oceana.
Mikronezijo sestavljajo štiri otočja: Yap, Kosrae, Pohnpei in Chuuk. Nekoč je tudi otok Palav pripadal tej državi, ki je bila pod varstvom Američanov. Palavčani so se odločili za samostojno pot. Poleg teh otočij, pa je na tem območju tudi Gvam, ki je edini ohranil status varovanega območja pod ameriškim nadzorom. Razdalje med otočji so v primerjavi z njihovo velikostjo izredno velike. Med skrajnim vzhodom in zahodom mikronezijskih otočij je tako več kot 2000 kilometrov razdalje.
Zgodovinarji menijo, da so otoke pred približno 3500 leti verjetno poselili prebivalci Filipinov ali vzhodne Indonezije, ki so to dolgo pot prepluli v preprostih kanujih. Kaj jih je gnalo na tako nevarno pot in če so sploh vedeli, kam gredo, verjetno ne bo nikoli pojasnjeno.